# Драфт НБА 1967
Драфт НБА 1967 року відбувся 3 і 4 травня. 12 команд Національної баскетбольної асоціації (НБА) по черзі вибирали найкращих випускників коледжів. Гравець, який завершував четвертий рік у коледжі отримував право на участь у драфті. Перші два права вибору належали командам, які посіли останні місця у своїх конференціях, а їхній порядок визначало підкидання монети. Детройт Пістонс виграли підкидання монети і отримали перший загальний драфт-пік, а Балтимор Буллетс - другий. Решту драфт-піків першого а також інших раундів команди дістали у зворотньому порядку до їхнього співвідношення перемог до поразок у сезоні 1966–1967. П'ять команд з найкращою різницею перемог до поразок не мали права вибору в другому раунді. Дві команди розширення, Сіетл Суперсонікс і  Сан-Дієго Рокетс, вперше взяли участь у драфті НБА і отримали в першому раунді шостий і сьомий драфт-піки, а також два останніх драфт-піки в кожному наступному раунді. Драфт складався з 20-ти раундів, на яких вибирали 162 гравці.

## Нотатки щодо виборів на драфті і кар'єр деяких гравців
Детройт Пістонс під першим загальним номером вибрали Джиммі Вокера з Провіденс Колледж. Балтимор Буллетс під другим загальним номером обрали Ерла Монро з Державного університету Вінстон-Салем, який у свій перший сезон виграв звання новачка року. Монро, п'ятий номер Волт Фрейзер і дев'ятий номер Мел Деніелс введені до Зали слави. Також їх обрали до списку 50 найвизначніших гравців в історії НБА, оголошеного 1996 року до 50-річчя ліги. Монро і Фрезьєр ставали чемпіонами НБА у складі Нікс у сезоні 1972–1973. За три роки до цього, в сезоні 1972–1973, Фрезьєр також був у складі команди Нікс, яка виграла своє перше чемпіонство НБА. Він сім разів потрапляв до складу Збірної всіх зірок, шість - на Матч усіх зірок і сім - до складу Збірної всіх зірок захисту, а Monroe один раз потрапив до Збірної всіх зірок НБА і чотири рази - на Матч всіх зірок. Крім них з цього драфту в Матчі всіх зірок брали участь лише Walker і 19-й драфт-пік Bob Rule.

## Драфт
| Поз.    | G        | F       | C         |
| Позиція | Захисник | Форвард | Центровий |

| ^ | Позначає гравців, обраних у Баскетбольну залу слави Нейсміта                     |
| + | Позначає гравців, які взяли участь принаймні в одній грі матчу всіх зірок НБА    |
| # | Позначає гравців, які жодного разу не грали в регулярному сезоні НБА або плей-оф |

| Раунд | Вибір | Гравець          | Поз. | Громадянство | Команда НБА                           | Коледж/Клуб         |
| ----- | ----- | ---------------- | ---- | ------------ | ------------------------------------- | ------------------- |
| 1     | 1     | Джиммі Вокер+    | G    | США          | Детройт Пістонс                       | Провіденс           |
| 1     | 2     | Ерл Монро^       | G    | США          | Балтимор Буллетс                      | Вінстон-Салем Стейт |
| 1     | 3     | Клем Гаскінс     | G    | США          | Чикаго Буллз                          | Західний Кентуккі   |
| 1     | 4     | Сонні Дав        | F    | США          | Детройт Пістонс (від Лос-Анджелес)[a] | Сент Джонс          |
| 1     | 5     | Волт Фрейзер^    | G    | США          | Нью-Йорк Нікс                         | Південний Іллінойс  |
| 1     | 6     | Ел Такер         | F    | США          | Сіетл Суперсонікс                     | Oklahoma Baptist    |
| 1     | 7     | Пет Райлі        | G/F  | США          | Сан-Дієго Рокетс                      | Кентуккі            |
| 1     | 8     | Том Воркмен      | F/C  | США          | Сент-Луїс Гокс                        | Сіетл               |
| 1     | 9     | Мел Деніелс^     | C    | США          | Цинциннаті Роялз                      | Нью-Мексико         |
| 1     | 10    | Дейв Латтін      | F/C  | США          | Сан-Франциско Ворріорз                | Texas Western       |
| 1     | 11    | Мал Грем         | G    | США          | Бостон Селтікс                        | НЙУ                 |
| 1     | 12    | Крег Реймонд     | C    | США          | Філадельфія Севенті-Сіксерс           | Браєм Янг           |
| 2     | 13    | Джиммі Джонс     | G/F  | США          | Балтимор Буллетс                      | Гремблінг           |
| 2     | 14    | Стів Салліван#   | F    | США          | Детройт Пістонс                       | Джорджтаун          |
| 2     | 15    | Байрон Бек       | F/C  | США          | Чикаго Буллз                          | Денвер              |
| 2     | 16    | Рендольф Магафі# | F    | США          | Лос-Анджелес Лейкерс                  | Клемсон             |
| 2     | 17    | Філ Джексон      | F/C  | США          | Нью-Йорк Нікс                         | Північна Дакота     |
| 2     | 18    | Боб Нетоліцкі#   | F/C  | США          | Сан-Дієго Рокетс                      | Дрейк               |
| 2     | 19    | Боб Рул+         | F/C  | США          | Сіетл Суперсонікс                     | Колорадо Стейт      |

## Інші вибори
Цих гравців на драфті НБА 1985 вибрали після другого раунду, але вони зіграли в НБА принаймні одну гру.
| Раунд | Вибір | Гравець        | Поз. | Громадянство | Команда НБА                 | Коледж/Клуб         |
| ----- | ----- | -------------- | ---- | ------------ | --------------------------- | ------------------- |
| 3     | 24    | Гарі Грегор    | F/C  | США          | Нью-Йорк Нікс               | Південна Кароліна   |
| 3     | 25    | Боб Верга      | G    | США          | Сент-Луїс Гокс              | Дьюк                |
| 3     | 26    | Гарі Грей      | G    | США          | Цинциннаті Роялз            | Оклахома Сіті       |
| 3     | 27    | Білл Тернер    | F    | США          | Сан-Франциско Ворріорз      | Акрон               |
| 3     | 31    | Нік Джонс      | G    | США          | Сан-Дієго Рокетс            | Орегон              |
| 4     | 34    | Джим Бернс     | G    | США          | Чикаго Буллз                | Нортвестерн         |
| 4     | 35    | Кліфф Андерсон | G/F  | США          | Лос-Анджелес Лейкерс        | Сейнт Джозефс       |
| 4     | 38    | Луї Дамп'єр^   | G    | США          | Цинциннаті Роялз            | Кентуккі            |
| 4     | 39    | Боб Льюїс      | G    | США          | Сан-Франциско Ворріорз      | Північна Кароліна   |
| 5     | 45    | Пол Лонг       | G    | США          | Детройт Пістонс             | Вейк Форест         |
| 5     | 51    | Майк Лінн      | F    | США          | Сан-Франциско Ворріорз      | УКЛА                |
| 5     | 53    | Джим Рід       | F    | США          | Філадельфія Севенті-Сіксерс | Вінстон-Салем Стейт |
| 5     | 54    | Пламмер Лотт   | G/F  | США          | Сіетл Суперсонікс           | Сіетл               |
| 6     | 63    | Дейл Шлютер    | C    | США          | Сан-Франциско Ворріорз      | Колорадо Стейт      |
| 8     | 80    | Ед Маннінг     | F    | США          | Балтимор Буллетс            | Джексон Стейт       |
| 8     | 81    | Джордж Картер  | G/F  | США          | Детройт Пістонс             | Сейнт-Бонавенче     |
| 9     | 96    | Ед Біденбах    | G    | США          | St. Louis Hawks             | НК Стейт            |
| 9     | 100   | Рон Філіпек    | F    | США          | Філадельфія Севенті-Сіксерс | Теннессі Тек        |
| 10    | 110   | Рік Вайцман    | G    | США          | Бостон Селтікс              | Нортістерн          |
| 12    | 128   | Майк Ріордан   | G/F  | США          | Нью-Йорк Нікс               | Провіденс           |
| 17    | 157   | Лой Пітерсен   | G    | США          | Балтимор Буллетс            | Орегон Стейт        |
| 20    | 162   | Роланд Вест    | G    | США          | Балтимор Буллетс            | Цинциннаті          |

## Обміни
- a  17 лютого 1967, Детройт Пістонс придбав драфт-пік першого раунду від Лос-Анджелес Лейкерс як компенсацію за те, що Руді Ларуссо відмовився звітувати перед Лейкерс про свій перехід до Пістонс внаслідок тристороннього обміну 16 січня 1967.[9][10][11] Лейкерс використали цей драфт-пік, щоб вибрати Сонні Дава.